# تشارلز بيست (شاعر)
تشارلز بيست (1570-1627) (بالانجليزية: Charles Best) هو شاعر إنجليزي.
كان مساهما في رابسودي الشعرية ل«فرانسيز دافيسون» (1608). تتضمن الطبعة الأولى من تلك المقتطفات على قصيدتين ل«بيست»: سونيتة الشمس (18 سطراً) وسونيتة القمر. في الطبعة الثالثة (1611), ساهم بيست بمرثية لهنري الرابع، آخر ملك فرنسي، مرثية للملكة إليزابيث، وقصائد أخرى قليلة.

## الإسناد
تم إنشاء هذا المقال من نص منشور الآن في الملكية العامة، Best, Charles, قاموس السير الوطنية

## وصلات خارجية
- أعمال تشارلز بيست في ليبري فوكس
- A Sonnet of the Moon

ٍ